# De lana caprina
(Quinto Orazio Flacco, Epistulæ, XVIII, 15)
De lana caprina (trad. «sulla lana caprina») è una locuzione latina.
L'espressione è utilizzata in riferimento a qualcosa di cui si parla per evidenziare l'inutilità o la superfluità del discorrerne, poiché priva d'importanza o di attinenza all'argomento della discussione. Viene citata da Quinto Orazio Flacco nelle sue Epistulæ, considerando che la lana della capra era ritenuta scadente e di basso valore. Nonostante i celebrati mohair e cashmere siano lane di capra, questi ultimi erano fibre tessili esotiche o esterne al mondo romano. 